# Pompéjac
Pompéjac ist eine französische Gemeinde mit 275 Einwohnern (Stand: 1. Januar 2022) im Département Gironde in der Region Nouvelle-Aquitaine; sie gehört zum Arrondissement Langon und zum Kanton Le Sud-Gironde. Die Einwohner werden Pompéjacais genannt.

## Geografie
Pompéjac liegt etwa 50 Kilometer südsüdöstlich von Bordeaux. Umgeben wird Pompéjac von den Nachbargemeinden Uzeste im Norden und Nordwesten, Lignan-de-Bazas im Norden und Nordosten, Marimbault im Osten, Bernos-Beaulac im Südosten, Lucmau im Süden sowie Préchac im Westen und Südwesten.

## Bevölkerungsentwicklung
| Jahr                      | 1962 | 1968 | 1975 | 1982 | 1990 | 1999 | 2006 | 2013 |
| Einwohner                 | 308  | 279  | 238  | 205  | 206  | 230  | 234  | 244  |
| Quelle: Cassini und INSEE |      |      |      |      |      |      |      |      |

## Sehenswürdigkeiten
- Kirche Saint-Saturnin aus dem 14./15. Jahrhundert, seit 1925 Monument historique

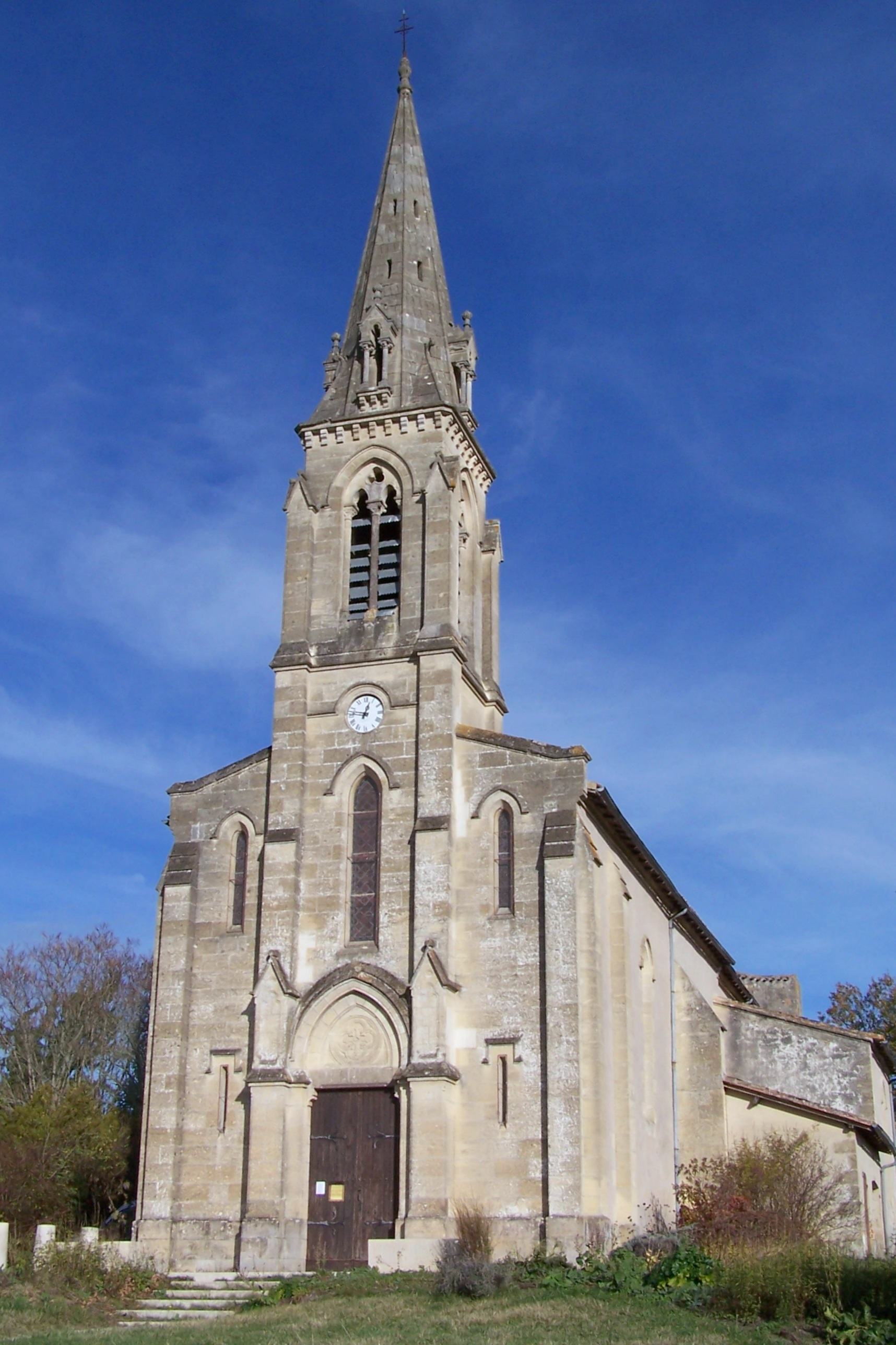
Kirche Saint-Saturnin